# Михайлов, Сергей Валерьевич (российский футболист)
Серге́й Вале́рьевич Миха́йлов (23 сентября 1983, Волгоград, РСФСР, СССР) — российский футболист, полузащитник.

## Карьера
Воспитанник футбольной школы волгоградского «Ротора». Поначалу играл в фарм-клубе «Ротор-2», потом был переведён в первую команду, но в состав не попадал и выступал за дубль. 9 октября 2001 года дебютировал за основной состав в Премьер-лиге в матче с «Аланией», выйдя на 85-й минуте на замену вместо Сергейя Рашевского. В 2005 году, когда «Ротор» лишился профессионального статуса, вновь оказался во второй команде, которая на тот момент фактически играла роль первой. В середине сезона покидает Волгоград и переходит в подольский «Витязь». Нечасто попадая в состав, летом 2006 года уходит в клуб Первого дивизиона «Орёл». По итогам сезона орловчане заняли 20 место и в связи с банкротством лишились статуса профессионального клуба. Сезон 2007 года Михайлов провёл также в Первом дивизионе — в новотроицкой «Носте». По-настоящему Сергей заиграл, когда перешёл в курский «Авангард». Главный тренер Валерий Есипов доверял ему много игрового времени, и Михайлов в первом же сезоне забил 10 мячей, хотя раньше не отличался особой результативностью. В середине сезона 2010, вернулся в родной «Ротор».

## Личная жизнь
20 ноября 2010 года женился на Марине. Окончил Волгоградскую академию физической культуры. Окончил Российский государственный социальный университет г. Курск 2015. Дочери Мария и Екатерина.

## Достижения
- Победитель зоны «Центр» Второго дивизиона: 2009